# Моара-Карп
Моара-Карп (рум. Moara Carp) — село у повіті Сучава в Румунії. Входить до складу комуни Моара.
Село розташоване на відстані 349 км на північ від Бухареста, 7 км на південь від Сучави, 112 км на північний захід від Ясс.

## Населення
За даними перепису населення 2002 року у селі проживали 836 осіб, з них 835 осіб (99,9%) румунів. Рідною мовою 835 осіб (99,9%) назвали румунську.